# Eliana J. Noguera-Savelli
Eliana J. Noguera-Savelli (1973 ) es una botánica, orquideóloga, y taxónoma venezolana. Pertenece a la Fundación Instituto Botánico.
Fue becaria postdoctoral de El Colegio de la frontera Sur, de Chiapas. Obtuvo su doctorado en Ciencias Biológicas por el "Centro de Investigaciones Científicas de Yucatán". Y realizó su licenciatura y el M.Sc. por la Universidad Central de Venezuela.
Desarrolló sus actividades de investigación taxonómica en el Instituto y Departamento de Botánica Sistemática de la Facultad de Agronomía de la "Universidad Central de Venezuela", abarcando el estudio florístico de matorrales caducos en el Sur del estado Aragua, Venezuela y realizando el estudio taxonómico de la familia Loasaceae Juss. Loasáceas en Venezuela.

## Algunas publicaciones
- eliana j. Noguera Savelli. 2013. Reseña del Libro "Las Epífitas de la reserva El Triunfo, Chiapas". Revista Fitotecnia Mexicana 36(1): 89
- eliana j. Noguera Savelli. 2012. Revisión taxonómica de Loasaceae en Venezuela (A taxonomic revision of Loasaceae from Venezuela). Caldasia 34 (1): 43-67 en línea
- -------------------------------, damelis Jáuregui. 2012. Anatomía foliar comparada de Brassavola y Rhyncholaelia (Orchidaceae): Caracterización e importancia taxonómica y filogenética. Ed. Eae Editorial Acad MIA Espa Ola, 72 pp. ISBN 3659023280, ISBN 9783659023286
- -------------------------------, --------------------, t. Tuiz–Zapata. 2009a. Caracterización del indumento de nueve especies de Loasaceaede Venezuela. Revista Mexicana de Biodiversidad 80: 751–762

- -------------------------------, t. Tuiz–Zapata, damelis Jáuregui. 2009b. Morfología del polen de las especies de Loasaceae Juss. presentes en Venezuela. Ernstia 19 (1): 67–79

- f.-c. germán Carnevali, eliana j. Noguera Savelli. 2008. A New Species of Malaxis (Orchidaceae, Epidendroideae, Malaxideae) from the Venezuelan Andes. Novon 18 ( 4): 425-428 en línea

- eliana j. Noguera Savelli, f.-c. germán Carnevali, gustavo a. Romero-González. 2008. Description of a new species and notes on Crossoglossa (Orchidaceae: Epidendroideae: Malaxideae) from the eastern Andes in Colombia and Venezuela. Brittonia 60 ( 3): 240-244 resumen en línea

- -------------------------------, damelis j. Jáuregui. 2006. Micromorfología y estructura de la cubiertaseminal de cuatro especies de Loasaceae Juss. presentes en Venezuela. Rodriguésia 57 (1): 1–9

- La abreviatura «Nog.-Sav.» se emplea para indicar a Eliana J. Noguera-Savelli como autoridad en la descripción y clasificación científica de los vegetales.[7]